# Reformas Taika
As Reformas Taika (大化の改新, Taika no Kaishin) foram um conjunto de doutrinas estabelecidas pelo imperador Kotoku (孝徳天皇 Kōtoku-tennō) no ano de 645. Elas foram escritas logo após a morte do príncipe Shotoku e a derrota do clã Soga (蘇我氏 Soga no uji), unindo o Japão. Príncipe Naka no Ōe (que mais tarde reinaria como imperador Tenji), Nakatomi no Kamatari e o imperador Kōtoku se empenharam conjuntamente sobre os detalhes das reformas. O imperador Kōtoku então tomou o nome de "Taika" (大化), ou "Grande Reforma".
A reforma começou com a reforma agrária, baseada em ideias de Confúcio e filosofias da China, mas o verdadeiro objetivo das reformas era trazer uma maior centralização e de reforçar o poder da corte imperial, que também foi baseada na estrutura governamental da China. Embaixadores e estudantes foram enviados para a China para aprender praticamente tudo do sistema de escrita chinesa, literatura, religião, arquitetura e até mesmo os hábitos alimentares. Ainda hoje, o impacto das reformas ainda pode ser visto na vida cultural japonesa. Tudo isso aconteceu nos anos 600.